# Prabumulih

Prabumulih – miasto w Indonezji na wyspie Sumatra w prowincji Sumatra Południowa; powierzchnia 447 km²; 199 tys. mieszkańców (2022). 
Ośrodek regionu rolniczego (ryżu, kukurydzy, kawa, kauczuk); węzeł drogowy i kolejowy, w pobliżu port lotniczy Pendopo.